# DeeAndre Hulett
DeeAndre Hulett (Saginaw, Míchigan, 29 de diciembre de 1980) es un exjugador de baloncesto estadounidense que jugó once años como profesional en ligas menores de su país, y en diferentes ligas de Europa y Centroamérica. Con 2,03 metros de estatura, jugaba en la posición de Alero.

## Trayectoria deportiva

### Universidad
Jugó una única temporada en el College of the Sequoias en Visalia (California), en las que promedió 28,7 puntos, 8,4 rebotes, 1,5 asistencias y 2,5 rapones por partido.

### Profesional
Dejó la universidad para jugar profesionalmente con los Las Vegas Silver Bandits de la IBL, promediando en su primer año 8,4 puntos y 3,6 rebotes por partido. Fue seleccionado por los Toronto Raptors en el Draft de la NBA de 2000, pero no llegó a firmar con el equipo, regresando a los Bandots donde jugaría una temporada más.
Al año siguiente fue elegido en la decimonovena posición del Draft de la NBA Development League de 2001 por los Greenville Groove, donde jugó una temporada, en la que promedió 11,1 puntos y 3,9 rebotes por partido.
La temporada siguiente fichó por el Fabriano Basket de la Serie A italiana, donde disputó doce partidos como titular en su primera experiencia internacional, promediando 14,9 puntos y 4,2 rebotes por partido. Regresó a las ligas menores de su país, para poco después volver a Europa para fichar por el Étendard de Brest de la Pro B francesa, donde jugó sólo cuatro partidos, promediando 15,3 puntos y 7,8 rebotes.
Regresó de nuevo a su país, fichando en la temporada 2004-05 por los Michigan Mayhem de la CBA, donde en 23 partidos promedió 11,0 puntos y 5,4 rebotes. Volvió a Europa para firmar con el UU-Korihait de la liga finesa, promediando 20,1 puntos y 7,4 rebotes en nueve partidos.
Tras pasar por países tan dispares como Islandia o México, regresó a una liga importante europea en 2007, fichando por el Tigers Tübingen de la Basketball Bundesliga alemana, donde jugó una temporada en la que promedió 6,0 puntos y 2,5 rebotes por partido. Regresó a México para jugar en el Potros ITSON, y acabó su carrera deportiva en la República Dominicana.